# Нахит Зия
Нахит Джевдет Зия е български политик, народен представител от парламентарната група на Движение за права и свободи в XL народно събрание.

## Биография
Роден е в Гоце Делчев на 26 октомври 1951 година. Завършва Висшия финансово-стопански институт в Свищов и от 1977 година работи като икономист в Завода за УКВ радиостанции „Михаил Антонов“ в Гоце Делчев. От 1980 до 1993 година е граден счетоводител и икономически директор на завод „Пиринпласт“ в града. От 1993 година работи в банковата система. От декември 1999 година е заместник-кмет на община Гоце Делчев. В 2001 година става заместник-министър на финансите в правителството на Симеон Сакскобургготски и остава такъв и в следващиото правителство на Сергей Станишев. Избран е за депутат в 2005 година. В 2006 година пострадва при катастрофа и след 11 години в кома умира на 8 юли 2017 година.
На 28 ноември 2017 година общинският съвет на община Гоце Делчев единодушно го удостоява посмъртно със званието „почетен гражданин на Гоце Делчев“ за изключителния му принос като държавник в интерес на общината.